# トップ技術コンサルタント
トップ技術コンサルタント株式会社は、奈良県奈良市に本社を置く建設コンサルタント会社。

## 沿革
- 1994年（平成6年） 4月6日　トップ技術コンサルタント株式会社創業。
- 2001年（平成13年） 12月10日　本社を奈良県奈良市法連町163番地の1（新大宮愛正寺ビル）に移転。

## 登録部門
- 登録番号  建(20)-5165[1]
- 道路部門
- 下水道部門
- 鋼構造及びコンクリート部門
- 河川・砂防及び海岸・海洋部門

## 他に行っている営業又は事業の種類
- 測量業　(4)-21869[2]